# Aldo San Pedro
Aldo Omar San Pedro (Doblas, La Pampa, 26 de septiembre de 1952-20 de diciembre de 2017) fue un político argentino kirchnerista fundador del Partido de la Victoria de la Provincia de Buenos Aires, que se extendió a otras provincias. Además presidió la mesa nacional de este partido.
Ocupó diferentes cargos tanto en el poder legislativo como en la ciudad de Bragado, en la que fue intendente en dos períodos consecutivos, entre 2007 y 2015.

## Carrera política
Con origen sindicalista su carrera comenzó en 1985, cuando fue concejal y Presidente del Concejo Deliberante de la ciudad de Bragado hasta 1989. Fue Diputado provincial entre 1995 y 2003, presidente de la Cámara de Diputados de la Provincia de Buenos Aires desde el 2000. Siete meses antes de la finalización de su mandato, acompañó al kirchnerismo como funcionario del Ministerio de Desarrollo Social y luego como Director del Instituto Nacional de Asociativismo y Economía Social (INAES).
En 2005 fue elegido senador provincial, y en 2007 se postuló y ganó la Intendencia de Bragado con el 52,24% de los votos. En el 2011 se sometió a una nueva elección para un segundo mandato en ese municipio, con fuerte apoyo a la candidatura de Cristina Fernández de Kirchner. En 2015 se presentó a una nueva reelección, pero fue derrotado por el candidato de Cambiemos, Vicente Gatica.
Fue candidato a Senador por la Cuarta Sección Electoral, por el frente Unidad Ciudadana que conduce la expresidenta Cristina Fernández de Kirchner.